# CDテネリフェ
CDテネリフェSAD（Club Deportivo Tenerife, S.A.D.）は、スペイン・カナリア諸島州サンタ・クルス・デ・テネリフェに本拠地を置くサッカークラブ。2024-25シーズンはセグンダ・ディビシオン（2部）に所属する。
22,948人収容のエスタディオ・エリオドロ・ロドリゲス・ロペスを本拠地とする。カナリア諸島のグラン・カナリア島に本拠地を置くラス・パルマスとの対戦はカナリア諸島ダービーとして知られる。

## 歴史

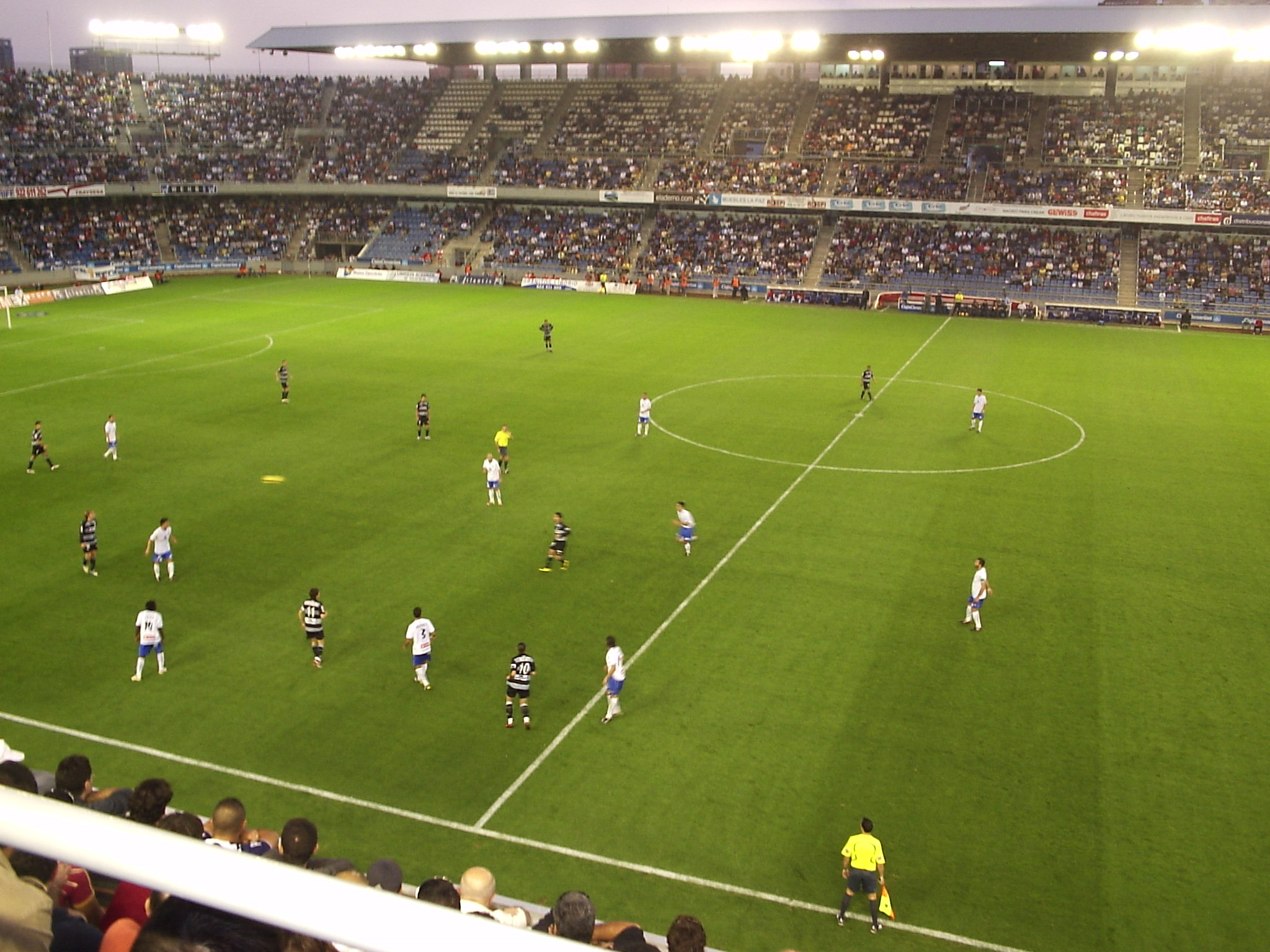
2008年のレアル・ソシエダ戦

### 設立からセグンダ参戦まで
CDテネリフェが公式に設立されたのは1912年であるが、CDテネリフェの前身となったSCテネリフェ(Sporting Club Tenerife)がその10年前から存在していたとする文献もある。1928年にスペイン全国選手権（リーガ・エスパニョーラ）が設立されたが、テネリフェは地域リーグ（ディビシオネス・レヒオナレス）でのプレーを続け、セグンダ・ディビシオン（2部）に初昇格したのは1953年のことだった。

### プリメーラ初参戦後
1961-62シーズンにはプリメーラ・ディビシオン（1部）に初参戦したが、すぐにセグンダに降格し、その後の27シーズンは主にセグンダに在籍。セグンダ・ディビシオンB（1978年創設、現3部相当）やテルセーラ・ディビシオン（現4部相当、1977年以前は3部相当）でもプレーした。1986年に2度目のセグンダB降格を喫すると、ハビエル・ペレス会長が就任。わずか1シーズンでセグンダ復帰を果たすと、1989年には昇格プレーオフでレアル・ベティスを2試合合計4-1で下し、28シーズンぶりのプリメーラ昇格を果たした。

### 1990年代 国内外での躍進
1991年にはアルゼンチン人のホルヘ・バルダーノが監督に就任し、2シーズン連続で古巣レアル・マドリードの戴冠を阻止している。バルダーノ監督就任初年度となった1991-92シーズン最終節では、首位レアル・マドリードに3-2で逆転勝ちし、結果としてFCバルセロナの優勝に貢献することになった。これはテネリフェの奇跡と呼ばれ、テネリフェはかろうじて降格を回避した。1992-93シーズンも首位レアル・マドリード、2位バルセロナという状況で最終節を迎えたが、テネリフェはレアル・マドリードと対戦し、またしても2-0で勝利してバルセロナの優勝に間接的に貢献。このシーズンのテネリフェはクラブ史上最高位の5位でシーズンを終え、UEFAカップ出場権を獲得した。1993-94シーズンのUEFAカップではAJオセール（フランス）とオリンピアコスFC（ギリシャ）に勝利してベスト16となったが、3回戦でユヴェントスFC（イタリア）に2試合合計2-4で敗れた。1995年にドイツ人のユップ・ハインケス監督が就任し、1995-96シーズンは再びクラブ史上最高位（タイ）の5位となった上に、コパ・デル・レイでは準々決勝に進出。1996-97シーズンには再びUEFAカップに出場し、1回戦でマッカビ・テル・アビブFC（イスラエル）、2回戦でSSラツィオ（イタリア）、3回戦でフェイエノールト（オランダ）、準々決勝でブレンビーIF（デンマーク）を破って準決勝に進出した。ブレンビー戦セカンドレグは、ロスタイムにアントニオ・マタが決勝点となる直接フリーキックを決める、劇的な試合となった。準決勝では延長戦の末シャルケ04（ドイツ）に敗れたものの、ベスト4という快挙を成し遂げた。その後は負のスパイラルに巻き込まれ、1999年には何度もの監督交代も空しくセグンダに降格となった。

### 2000年代 財政難と停滞
ラファエル・ベニテス監督が率いた2000-01シーズンには、最終節でウーゴ・モラレスが得点して昇格を決めた。2001年夏にベニテス監督はバレンシアCF監督に栄転し、ペペ・メルがテネリフェの新監督に就任したが、バルセロナに0-6で大敗するなどして、メル監督はシーズン途中で監督の座を追われた。かつてスペイン代表を指揮したハビエル・クレメンテ監督が就任したが、2001-02シーズン終了後には結局セグンダ降格となった。続く数シーズンは深刻な財政難に悩まされ、4000万ユーロ以上の負債を抱えた。ペレス会長の後任としてビクトル・ペレス・デ・アスカニオ会長が就任したが、アスカニオ会長も稚拙なクラブ運営のためにミゲル・コンセプシオン会長に交代した。コンセプシオン会長は地元の政治家や実業家と交渉し、クラブ系列の建設会社を設立した。セグンダでプレーした2008-09シーズンは、序盤戦こそ失点が多くて順位が安定しなかったが、年が変わる頃から守備が安定し、2009年1月から5月にかけて17戦無敗で順位を大きく上げた。ニノとアレハンドロ・アルファロのコンビで50点近くを挙げ、8シーズンぶりのプリメーラ昇格を決めた。2009-10シーズンは19位となり、バレンシア戦での敗戦後にセグンダ降格が決まった。

### 2010年代 セグンダへの復帰
2010-11シーズンには3度も監督が交代し、2シーズン連続での降格となった。2011-12シーズンは実に24年ぶりのセグンダBでのプレーとなった。2012-13シーズン、カンテラ時代にテネリフェに所属していたアルバロ・セルベラを監督に据えた。セグンダBではグループ1に配属されると、序盤戦から好調を維持し、リーグ残り2節を残してセグンダB優勝を決めた。セグンダBで優勝したことで昇格プレーオフに回ったテネリフェは、プレーオフ決勝でCEルスピタレートと対戦し、第1戦を3-1、第2戦を0-1と2試合合計4-2で2シーズンぶりにセグンダへと昇格を果たした。セグンダに昇格した1シーズン目もセルベラ体制継続を発表し、見事リーグ11位で残留を決めた。2016-17シーズン、冬にクラブ初の日本人となる柴崎岳の加入や新監督であるホセ・ルイス・マルティ体制がスタートし、クラブは4位でシーズンを終えた。プリメーラ昇格プレーオフに参戦し、決勝まで進出したが、ヘタフェCFに敗北を喫し、プリメーラ挑戦は無くなった。

## サポーター
テネリフェのサポーターはチチャレロス (Chicharreros)と呼ばれる。この単語は「サンタ・クルス人」という意味であるが、これはかつてサンタ・クルスが小漁村だった時代にアジ（スペイン語でChicharro）が主要な食糧だったことに由来する。テネリフェ島やカナリア諸島のその他の島の住民はチチャレロスという言葉を蔑称として用いたが、サンタ・クルスの人々は親しみをこめて用いているようになった。

## タイトル

### 国内タイトル
- セグンダ・ディビシオン : 1回

1960-61
- セグンダ・ディビシオンB : 1回

1986-87
- テルセーラ・ディビシオン : 1回

1970-71

## 成績

### 近年の成績
| 優勝 | 準優勝 | 昇格 | 降格 |
| シーズン | ディビジョン | 順位 | 試 | 勝 | 引 | 敗 | 得 | 失 | 点 | 備考 |
| -------- | ------------ | ---- | -- | -- | -- | -- | -- | -- | -- | ---- |
| 2013-14  | セグンダ     | 11位 | 42 | 15 | 9  | 18 | 46 | 49 | 54 |      |
| 2014-15  | セグンダ     | 17位 | 42 | 11 | 15 | 16 | 41 | 48 | 48 |      |
| 2015-16  | セグンダ     | 13位 | 42 | 13 | 16 | 13 | 45 | 46 | 55 |      |
| 2016-17  | セグンダ     | 4位  | 42 | 16 | 18 | 8  | 50 | 37 | 66 |      |
| 2017-18  | セグンダ     | 11位 | 42 | 15 | 14 | 13 | 58 | 50 | 59 |      |
| 2018-19  | セグンダ     | 16位 | 42 | 11 | 17 | 14 | 40 | 50 | 50 |      |
| 2019-20  | セグンダ     | 12位 | 42 | 14 | 13 | 15 | 50 | 46 | 55 |      |
| 2020-21  | セグンダ     | 14位 | 42 | 13 | 13 | 16 | 36 | 36 | 52 |      |
| 2021-22  | セグンダ     | 5位  | 42 | 20 | 9  | 13 | 53 | 37 | 69 |      |
| 2022-23  | セグンダ     | 10位 | 42 | 14 | 15 | 13 | 42 | 37 | 57 |      |
| 2023-24  | セグンダ     | 12位 | 42 | 15 | 11 | 16 | 38 | 41 | 56 |      |
| 2024-25  | セグンダ     |      | 42 |    |    |    |    |    |    |      |

### 過去の成績
| シーズン | ディビジョン | 順位 | コパ・デル・レイ |
| -------- | ------------ | ---- | ---------------- |
| 1928–53  | レヒオナレス | -    |                  |
| 1953–54  | セグンダ     | 6位  |                  |
| 1954–55  | セグンダ     | 9位  |                  |
| 1955–56  | セグンダ     | 9位  |                  |
| 1956–57  | セグンダ     | 13位 |                  |
| 1957–58  | セグンダ     | 2位  |                  |
| 1958–59  | セグンダ     | 4位  | 2回戦敗退        |
| 1959–60  | セグンダ     | 10位 | 1回戦敗退        |
| 1960–61  | セグンダ     | 1位  | 準々決勝敗退     |
| 1961–62  | プリメーラ   | 16位 | 2回戦敗退        |
| 1962–63  | セグンダ     | 10位 | ベスト16         |
| 1963–64  | セグンダ     | 5位  | 2回戦敗退        |
| 1964–65  | セグンダ     | 11位 | 2回戦敗退        |
| 1965–66  | セグンダ     | 8位  | 1回戦敗退        |
| 1966–67  | セグンダ     | 11位 | 2回戦敗退        |
| 1967–68  | セグンダ     | 9位  | 1回戦敗退        |
| 1968-69  | テルセーラ   | 5位  |                  |
| 1969-70  | テルセーラ   | 2位  | 1回戦敗退        |
| 1970-71  | テルセーラ   | 1位  | ベスト32         |
| 1971–72  | セグンダ     | 9位  | 4回戦敗退        |

| シーズン | ディビジョン | 順位 | コパ・デル・レイ |
| -------- | ------------ | ---- | ---------------- |
| 1972–73  | セグンダ     | 14位 | 4回戦敗退        |
| 1973–74  | セグンダ     | 4位  | 4回戦敗退        |
| 1974–75  | セグンダ     | 12位 | 4回戦敗退        |
| 1975–76  | セグンダ     | 7位  | 準々決勝敗退     |
| 1976–77  | セグンダ     | 6位  | 1回戦敗退        |
| 1977–78  | セグンダ     | 19位 | ベスト16         |
| 1978–79  | セグンダB    | 6位  | 1回戦敗退        |
| 1979–80  | セグンダB    | 3位  | 2回戦敗退        |
| 1980–81  | セグンダB    | 5位  | 1回戦敗退        |
| 1981–82  | セグンダB    | 13位 | 3回戦敗退        |
| 1982–83  | セグンダB    | 2位  |                  |
| 1983–84  | セグンダ     | 15位 | 1回戦敗退        |
| 1984–85  | セグンダ     | 11位 | ベスト16         |
| 1985–86  | セグンダ     | 19位 | 3回戦敗退        |
| 1986–87  | セグンダB    | 1位  | 2回戦敗退        |
| 1987–88  | セグンダ     | 12位 | 4回戦敗退        |
| 1988–89  | セグンダ     | 3位  | ベスト32         |
| 1989–90  | プリメーラ   | 18位 | ベスト16         |
| 1990–91  | プリメーラ   | 14位 | 5回戦敗退        |
| 1991–92  | プリメーラ   | 13位 | 5回戦敗退        |

| シーズン | ディビジョン | 順位 | コパ・デル・レイ |
| -------- | ------------ | ---- | ---------------- |
| 1992–93  | プリメーラ   | 5位  | 5回戦敗退        |
| 1993–94  | プリメーラ   | 10位 | 準決勝敗退       |
| 1994–95  | プリメーラ   | 15位 | 3回戦敗退        |
| 1995–96  | プリメーラ   | 5位  | 準々決勝敗退     |
| 1996–97  | プリメーラ   | 9位  | 4回戦敗退        |
| 1997–98  | プリメーラ   | 16位 | 2回戦敗退        |
| 1998–99  | プリメーラ   | 19位 | 4回戦敗退        |
| 1999–00  | セグンダ     | 14位 | 2回戦敗退        |
| 2000–01  | セグンダ     | 3位  | ベスト16         |
| 2001–02  | プリメーラ   | 19位 | 1回戦敗退        |
| 2002–03  | セグンダ     | 8位  | 1回戦敗退        |
| 2003–04  | セグンダ     | 8位  | 2回戦敗退        |
| 2004–05  | セグンダ     | 9位  | 3回戦敗退        |
| 2005–06  | セグンダ     | 18位 | 1回戦敗退        |
| 2006–07  | セグンダ     | 7位  | 2回戦敗退        |
| 2007–08  | セグンダ     | 11位 | 3回戦敗退        |
| 2008–09  | セグンダ     | 3位  | 3回戦敗退        |
| 2009–10  | プリメーラ   | 19位 | ベスト32         |
| 2010–11  | セグンダ     | 20位 | 2回戦敗退        |
| 2011–12  | セグンダB    | 2位  | 1回戦敗退        |

| シーズン | ディビジョン | 順位 | コパ・デル・レイ |
| -------- | ------------ | ---- | ---------------- |
| 2012–13  | セグンダB    | 1位  | 2回戦敗退        |
| 2013-14  | セグンダ     | 11位 | 2回戦敗退        |
| 2014-15  | セグンダ     | 17位 | 2回戦敗退        |
| 2015-16  | セグンダ     | 13位 | 2回戦敗退        |
| 2016-17  | セグンダ     | 4位  | 3回戦敗退        |
| 2017-18  | セグンダ     | 11位 | ベスト32         |
| 2018-19  | セグンダ     | 16位 | 2回戦敗退        |
| 2019-20  | セグンダ     | 12位 | ベスト16         |
| 2020-21  | セグンダ     | 14位 | ベスト32         |
| 2021-22  | セグンダ     | 5位  | 2回戦敗退        |
| 2022-23  | セグンダ     | 10位 | 2回戦敗退        |
| 2023-24  | セグンダ     | 12位 | ベスト16         |
| 2024-25  | セグンダ     |      | ベスト32         |

- 13シーズン - プリメーラ・ディビシオン（1部）
- 48シーズン - セグンダ・ディビシオン（2部）
- 8シーズン - セグンダ・ディビシオンB（現3部相当）
- 3シーズン - テルセーラ・ディビシオン（現4部相当、1977年以前は3部相当）
- 22シーズン - ディビシオネス・レヒオナレス（現5部相当、1977年以前は3部相当）

## 欧州の成績
| シーズン | 大会       | ラウンド | クラブ                 | ホーム | アウェー     | 通算    |  |
| -------- | ---------- | -------- | ---------------------- | ------ | ------------ | ------- |  |
| 1993–94  | UEFAカップ | 1回戦    | オセール               | 2-2    | 1-0          | 3-2     |  |
| 1993–94  | UEFAカップ | 2回戦    | オリンピアコス         | 2-1    | 3-4          | 5-5 (a) |  |
| 1993–94  | UEFAカップ | 3回戦    | ユヴェントス           | 2-1    | 0-3          | 2-4     |  |
| 1996–97  | UEFAカップ | 1回戦    | マッカビ・テル・アビブ | 3-2    | 1-1          | 4-3     |  |
| 1996–97  | UEFAカップ | 2回戦    | ラツィオ               | 5-3    | 0-1          | 5-4     |  |
| 1996–97  | UEFAカップ | 3回戦    | フェイエノールト       | 0-0    | 4-2          | 4-2     |  |
| 1996–97  | UEFAカップ | 準々決勝 | ブレンビーIF           | 0-1    | 2-0 (a.e.t.) | 2-1     |  |
| 1996–97  | UEFAカップ | 準決勝   | シャルケ04             | 1-0    | 0-2 (a.e.t.) | 1-2     |  |

## 現所属メンバー
2025年2月17日現在
注：選手の国籍表記はFIFAの定めた代表資格ルールに基づく。
| No. | Pos. |            | 選手名                             |
| --- | ---- | ---------- | ---------------------------------- |
| 1   | GK   | スペイン   | サラヴィ・カラスコ                 |
| 2   | DF   | スペイン   | ダヴィド・ロドリゲス               |
| 3   | DF   | スペイン   | フェルナンド・メドラーノ           |
| 4   | DF   | スペイン   | ホセ・レオン                       |
| 5   | DF   | スペイン   | セルヒオ・ゴンサレス・マルティネス |
| 6   | MF   | スペイン   | ファビオ・ゴンザレス               |
| 7   | FW   | スペイン   | ジョルジ・パディーラ               |
| 8   | MF   | マリ共和国 | ユスフ・ディアラ                   |
| 9   | FW   | スペイン   | アンヘル・ロドリゲス               |
| 10  | MF   | コロンビア | マルロス・モレノ                   |
| 11  | MF   | スペイン   | ルイスミ・クルス                   |
| 12  | DF   | エクアドル | アンソニー・ランダズリ             |
| 14  | DF   | スペイン   | アドリアン・ゲレーロ               |

| No. | Pos. |          | 選手名                 |
| --- | ---- | -------- | ---------------------- |
| 15  | MF   | フランス | ヤン・ボディジェ       |
| 16  | MF   | スペイン | アイトール・サンス     |
| 17  | MF   | スペイン | ワルド・ルビオ         |
| 18  | FW   | スペイン | エンリク・ガジェゴ     |
| 19  | MF   | スペイン | アレハンドロ・カンテロ |
| 20  | MF   | スペイン | マイケル・メサ         |
| 21  | MF   | スペイン | テト                   |
| 22  | DF   | フランス | ジェレミー・メヨ       |
| 23  | DF   | スペイン | フアン・デ・リバス     |
| 24  | DF   | スペイン | ホセ・マリア・アモ     |
| 25  | GK   | スペイン | エドガル・バディア     |
| 33  | MF   | スペイン | アーロン・マルティン   |

監督
- アルバロ・セルベラ

### リザーブチーム
2025年2月17日
注：選手の国籍表記はFIFAの定めた代表資格ルールに基づく。
| No. | Pos. |          | 選手名                  |
| --- | ---- | -------- | ----------------------- |
| 27  | MF   | スペイン | アラサン・マンジャム () |
| 28  | MF   | スペイン | ディラン・ペレラ        |
| 29  | DF   | スペイン | セザール・アルヴァレス  |
| 31  | DF   | スペイン | エイドリアン・ペレス    |

| No. | Pos. |              | 選手名                         |
| --- | ---- | ------------ | ------------------------------ |
| 32  | MF   | スペイン     | ダニ・フェルナンデス・メリアン |
| 35  | FW   | スペイン     | フラン・サビナ                 |
| 37  | DF   | アルゼンチン | マティアス・ペッツォレシ ()    |

### ローン移籍
in
注：選手の国籍表記はFIFAの定めた代表資格ルールに基づく。
| No. | Pos. |          | 選手名                                      |
| --- | ---- | -------- | ------------------------------------------- |
| 33  | MF   | スペイン | アーロン・マルティン (アル・カーディシーヤ) |

out
注：選手の国籍表記はFIFAの定めた代表資格ルールに基づく。
| No. | Pos. |          | 選手名                           |
| --- | ---- | -------- | -------------------------------- |
| --  | DF   | スペイン | ルベン・アウヴェス (コルドバ) () |
| --  | FW   | ガーナ   | モ・ドウダ (UDイビサ)            |

| No. | Pos. |          | 選手名                             |
| --- | ---- | -------- | ---------------------------------- |
| --  | DF   | セルビア | ニコラ・シプチッチ (カルタヘナ) () |
| --  | MF   | スペイン | ハビ・アロンソ (アルヘシラス)      |

## 歴代監督
- エクトル・ヌニェス 1972
- エクトル・ヌニェス 1972-1973
- イグナシオ・エイサギーレ 1973
- マヌエル・サンチス 1977-1978
- ハビエル・アスカルゴルタ 1989-1991
- ビセンテ・ミエーラ 1989-1990
- ホルヘ・ソラーリ 1990-1992
- ホルヘ・バルダーノ 1991-1994
- ユップ・ハインケス 1996-1997
- ビクトル・フェルナンデス 1997
- フアン・マヌエル・リージョ 1998
- フェリペ・ミニャンブレス 1999-2000
- ラファエル・ベニテス 2000-2001
- ペペ・メル 2001-2002
- ハビエル・クレメンテ 2001-2002
- ホセ・ルイス・オルトラ 2007-2010
- ゴンサロ・アルコナーダ 2010
- アントニオ・タピア 2011
- アルバロ・セルベラ 2012-2015
- ホセ・ルイス・マルティ 2015-2018
- ホセバ・エチェベリア 2018
- ルイス・オルトラ 2018-2019
- ルベン・バラハ 2019-2020
- ルイス・ミゲル・ラミス 2020-2023
- アシエル・ガリターノ 2023-2024
- オスカル・カノ（英語版） 2024
- ペペ・メル 2024
- アルバロ・セルベラ 2024-

## 歴代所属選手

### GK
- ホセ・マヌエル・オチョトレーナ 1992-1994
- ロベルト・エンケ 2004
- マリアーン・ケレメン 2004-2006

### DF
- アルベルト・フェレール 1990
- カルロス・アギレラ 1993-1996
- セルヒオ・マルティネス・バジェステロス 1996-2000
- クーロ・トーレス 2000-2001
- ハビ・ベンタ 2000-2001
- ジョセフ・ヨボ 2001-2002
- シャク・ムーア 2019-2022

### MF
- ルイス・モロウニー 1943-1944
- フェリペ・ミニャンブレス 1989-1999
- フェルナンド・レドンド 1990-1994
- チャノ 1991-1999
- スラヴィシャ・ヨカノヴィッチ 1995-1999
- サムエル・スロヴァーク 1997-2002
- ルイス・ガルシア 2000-2001
- クリスティアン・バセーダス 2001-02
- ハイメ・ガビラン 2004-2005
- シルバン・エンディアエ 2007-2008
- ミケル・アロンソ 2009-2011
- ロマン・マルティネス 2009-2010
- 柴崎岳 2017

### FW
- ルベン・カノ 1982-1985
- キケ・エステバランス 1989-1993
- ビクトル 1994-1995
- フアン・アントニオ・ピッツィ 1994-1996,1998-1999
- オリバー・ノイビル 1996-1997
- アウレリオ・ヴィドマー 1996-1998
- ロイ・マカーイ 1997-1999
- ミスタ 1999-2001
- エステバン・フエルテス 2000-2001
- ブルーノ・マリオーニ 2001-2003
- ヴェリコ・パウノヴィッチ 2002-2003
- トーマス・フランコフスキー 2006-2007
- ニノ 2007-2011
- アントニー・ロサノ 2015-2017